# アールズ・コート

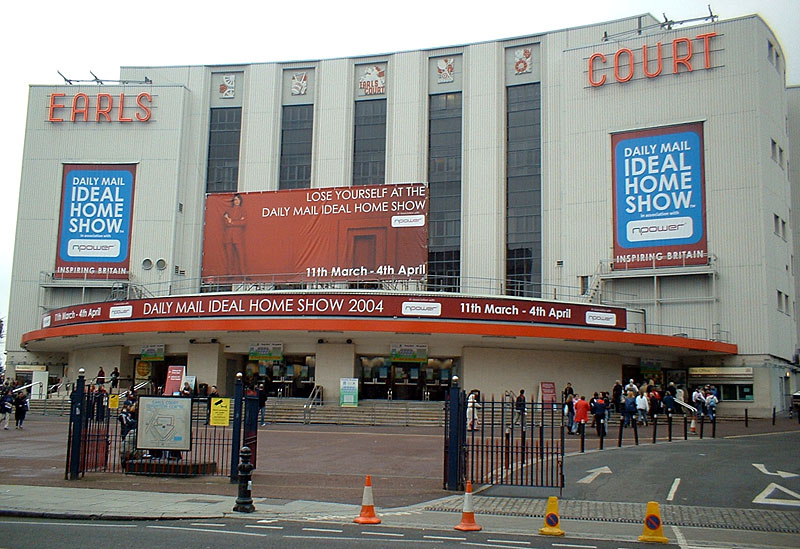
アールズ・コート展示センター（2016年取り壊し）

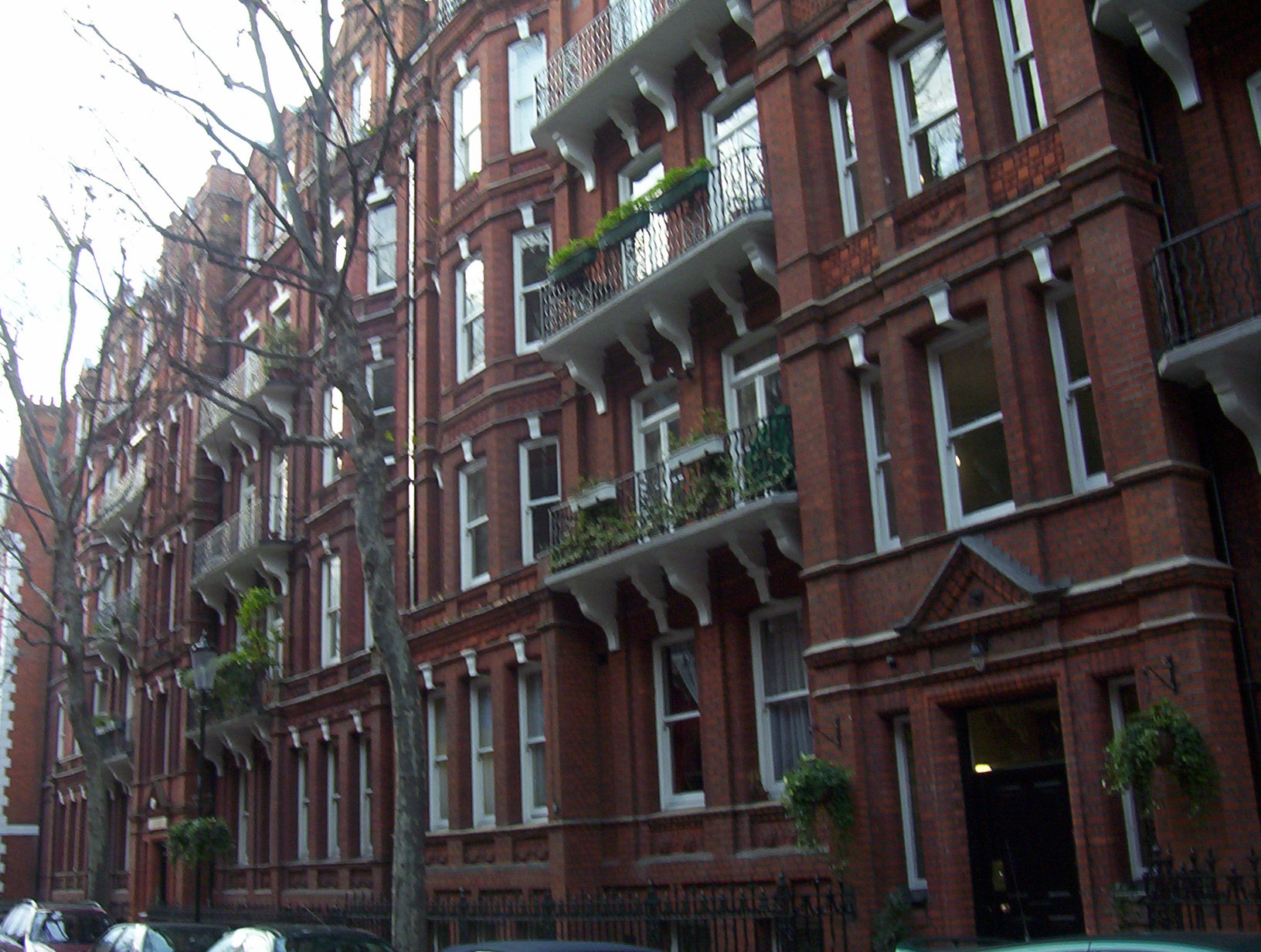
アールズ・コートの住宅

アールズ・コート (Earls Court) は、イギリスの首都ロンドンのケンジントン・アンド・チェルシー区に属する地区。チャリング・クロスの南西3.1マイルほどの地域。
1827年のロンドン付近の地図にはアールズ・コート・ファームとの文字が書き込まれており、名称はこれに由来するものと考えられている。アール（伯爵）はこの地域に荘園を有していたワーウィック伯爵か、あるいはホランド伯爵のいずれかであると思われる。
第二次世界大戦後にはオーストラリアやニュージーランドからの移民がこの地区に多く住んだ。現在は学生なども多く住んでいる。旅行者たちの間では安いホテルが集まる地区として知られている。それと対照的に数ブロックはなれた程度のブロンプトン地区のザ・ボルトンズ（The Boltons）などでは、ヨーロッパにおいて最も高額な部類に入るであろう不動産が取引されている。
近接する地区としては:
- ウェスト・ケンジントン
- サウス・ケンジントン
- ウェスト・ブロンプトン

地下鉄駅は:
- アールズ・コート駅（ロンドン地下鉄のディストリクト線・ピカデリー線）